# Prokop Horn
Prokop Horn (1696/97-1739) byl český římskokatolický duchovní a pedagog, člen cisterciáckého řádu, patřící pod německé opatství Neuzelle.

## Život
Narodil se na konci 17. století v České Kamenici. V roce 1716 složil řeholní sliby v cisterciáckém opatství Neuzelle v Dolní Lužici. V letech 1719–1723 studoval v Praze teologii a někdy mezi lety 1720–1723 byl vysvěcen na kněze. Roku 1728 se stal v Neuzelle knihovníkem klášterní knihovny. V letech 1729–1730 učil v Praze na Arcibiskupské koleji sv. Vojtěcha filosofii. Zemřel v Neuzelle v roce 1739.